# Twierdzenie o dwóch ciągach
Twierdzenie o dwóch ciągach – twierdzenie mówiące, że jeżeli ciągi liczb rzeczywistych {\displaystyle (a_{n}),} {\displaystyle (b_{n})} dla {\displaystyle n\in \mathbb {N} } spełniają następujące warunki:
- {\displaystyle \lim _{n\to \infty }a_{n}=+\infty \quad ({\text{lub }}{-\infty }),}
- {\displaystyle \exists {N\in \mathbb {N} }\ \ \forall {n\geqslant N}\quad {a_{n}\leqslant b_{n}}\quad ({\text{lub }}{a_{n}\geqslant b_{n}}),}

to:
{\displaystyle \lim _{n\to \infty }b_{n}=+\infty \quad ({\text{lub }}-\infty ).}
Analogiczne twierdzenie istnieje dla funkcji rzeczywistych zmiennej rzeczywistej. Nazywa się je twierdzeniem o dwóch funkcjach.
Twierdzenie jest odpowiednikiem twierdzenia o trzech ciągach, gdy ciągi ograniczające są rozbieżne do tej samej granicy niewłaściwej (wówczas jeden z nich można w założeniach pominąć).